# Luigi i Maria Beltrame Quattrocchi
Luigi i Maria Beltrame Quattrocchi (Luigi ur. 12 stycznia 1880 w Katanii, zm. 9 listopada 1951; Maria ur. 24 czerwca 1884 we Florencji, zm. 26 sierpnia 1965) – błogosławieni Kościoła katolickiego, pierwsza w historii para małżeńska wspólnie wyniesiona na ołtarze.
Oboje zaangażowani byli w chrześcijańskie wychowanie swoich dzieci, które zaowocowało powołaniami kapłańskimi i zakonnymi. W codziennych obowiązkach i życiu rodzinnym, rozumianym jako wyraz pracy dla Boga oraz wspólny duchowy rozwój, Kościół dostrzegł u nich doskonałość postaw chrześcijańskich, określaną jako posiadanie cnót w stopniu heroicznym. Działalność apostolska Quattrocchich związana była z licznymi akcjami charytatywnymi, szczególnie z opieką Akcji Katolickiej nad chorymi; Maria wydała prócz tego szereg książek i artykułów o tematyce religijnej, jak np. zbiór medytacji nad Modlitwą Pańską. Spisała też autobiograficzne wyznania na temat małżeńskiej drogi do świętości i miłości łączącej ją z Luigim, która przetrwała próbę śmierci.
Beatyfikacja Quattrocchich przez Jana Pawła II w 20. rocznicę ogłoszenia adhortacji o rodzinie Familiaris consortio, ukazała wspólne życie małżeńskie jako nowy model świętości – „świętość dwojga”. Stanowiła  przełom w duchowości chrześcijańskiej na rzecz przywrócenia powołaniu małżeńskiemu godnego miejsca. Małżonkowie liturgicznie czczeni są 25 listopada, na pamiątkę zawarcia przez nich sakramentalnego związku małżeńskiego, chociaż zazwyczaj pamięć błogosławionego czczona jest w rocznicę śmierci.

## Dzieciństwo i młodość Marii Luizy Corsini
Maria Luiza, pochodząca z XVI-wiecznego rodu książęcego Corsini, urodziła się 24 czerwca 1884 we Florencji, jako jedyna córka kapitana grenadierów, Angiola i Julii, damy z arystokratycznej rodziny Salvi. Dla małej Marii data jej własnych narodzin miała doniosłe znaczenie. Podobnie bowiem jak w późniejszych latach łączyła ona każdą ważną chwilę z odpowiadającą jej osobą jakiegoś świętego, tak również fakt przyjścia na świat akurat 24 czerwca, w dniu poświęconemu św. Janowi Chrzcicielowi, interpretowała w tym duchu, jako życiową misję „przygotowania dróg Chrystusowi”.
Jako cudowne działanie Opatrzności uznała przyjęcie sakramentu pierwszej komunii świętej w dniu 30 września 1897, a więc rocznicę śmierci św. Teresy z Lisieux. Święta ta bowiem była dla Marii pierwszą nauczycielką duchową i pomocą w przełamaniu strachu przed surowym rekolekcjonistą.
Rodzice przyszłej błogosławionej nie tworzyli szczęśliwej pary, co z jednej strony raniło wrażliwą Marię, a z drugiej – wzbudziło w niej marzenie własnego, idealnego małżeństwa.

## Dzieciństwo i młodość Luigiego Beltrame Quattrocchi
Luigi Beltrame Quattrocchi urodził się 12 stycznia 1880 w Katanii jako trzecie dziecko wysokiego funkcjonariusza państwowego, Karola Beltrame.

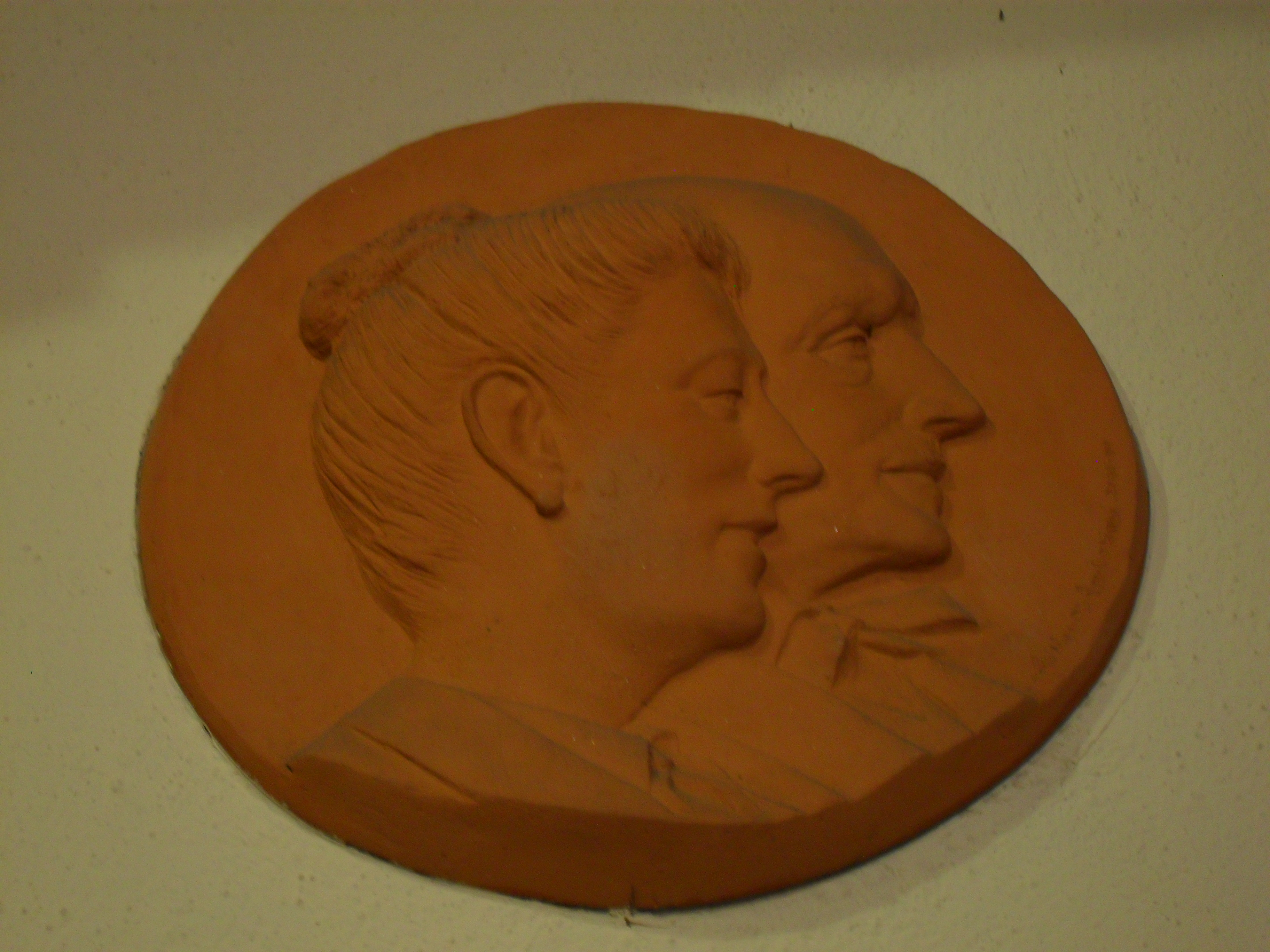
Płaskorzeźba błogosławionych Marii i Luigiego umieszczona nad ich grobowcem.

## Wspólne życie Marii i Luigiego
Rodzina Luigiego przeniosła się do Rzymu. Kiedy w 1916 we Włoszech w środowisku chrześcijańskim narodziło się harcerstwo, Luigi dostrzegł jego istotną rolę w wychowaniu młodzieży i stał się z jednym z jego promotorów. Maria urodziła się 24 czerwca 1884. Miała ze swoim mężem czworo dzieci.
Za radą ojca duchownego po 20 latach małżeństwa Maria i Luigi złożyli ślub czystości. Luigi miał wtedy 46 lat a Maria 41. Decyzja ta podyktowana była pragnieniem wspólnego oddania się Bogu oraz wiarą w to, iż owo oddanie pogłębi ich wzajemną jedność i miłość dzięki rozwinięciu duchowego bogactwa. Maria pisała wtedy do męża:

Mój kochany, możesz być pewny, że moja miłość do ciebie i czułość, jaką we mnie teraz wzbudzasz, są nieporównywalnie większe niż dawniej. Zrozum, że nie musisz czekać na niebo, żeby się ze mną zjednoczyć. Już teraz jesteś ze mną tak ściśle zjednoczony, jak nigdy przedtem. Pan Bóg nie dzieli, lecz łączy, bo jest Miłością. Pan Bóg jest radością, a nie smutkiem.

Luigi i Maria pragnęli doskonalej – poprzez ślub czystości – przeżywać w doczesności Królestwo Boże oraz pogłębić wzajemną komunię, przedkładając – jak mówi tekst litanii do tych błogosławionych – „zjednoczenie duchowe” ponad „zjednoczenie cielesne”.

## Życie Marii po śmierci Luigiego
Szczęśliwe życie małżeńskie wzniecało w Marii pragnienie bycia ze swoim mężem na wieczność. Dawała mu wyraz w licznych tekstach, nabrało ono jednak realnych kształtów dopiero w obliczu śmierci Luigiego. Wtedy to objawiła się Marii komunia osób silniejsza niż śmierć:

Byliśmy jedną wielką bryłą skalną, jednolitą, bo utworzoną z jednego materiału. Nigdy tak wyraźnie nie ujrzałam chrześcijańskiego małżeństwa w postaci jednolitego głazu, jak wówczas, gdy wynoszono z domu martwe ciało Alojzego. Straciłam odłamek skalnej bryły, którą razem tworzyliśmy. Ten jednolity głaz był chciany przez Boga i uświęcony przez sakrament małżeństwa, stworzony i uformowany przez wzajemne zrozumienie i miłość. To miłość sprawiła, że stał się niepodzielny, niemożliwy do rozbicia.

Na krótko po śmierci Luigiego Maria – jak sama wyznaje – odczuwała stałą obecność swojego męża, zwłaszcza podczas modlitwy oraz w trakcie przyjmowania komunii. Do tego doświadczenia przygotowali ją kierownicy duchowi, którzy zapewniali, iż w obliczu śmierci łączność Luigiego z Marią stanie się coraz głębsza i wyraźniejsza. Błogosławona pozostawiła po sobie jedną z wielu notatek, w której daje wyraz swojej wiary w ponowne pojednanie z ukochanym w doskonałej komunii osób w niebie:

Ufam, że Pan Bóg pozwoli nam kiedyś połączyć się w swoim Królestwie w niebie, razem zanurzyć się w tym samym oceanie wiekuistego światła i miłości, w ogniu wiekuistej prawdy. Będziemy tam wszyscy razem, na zawsze.

Maria swoją postawą okazała niewzruszoną ufność w to, iż miłość jej i jej męża trwa, zaś w życiu wiecznym osiągnie swoją pełnię. Jej przykład stanowi świadectwo wiary katolickiej na temat miłości i komunii osób, które rozwijane w sakramentalnym małżeństwie, w Bogu zostaną uwiecznione i pomnożone. Sama zmarła 26 sierpnia 1965, na czternaście lat po Luigim.

## Pisemne świadectwa Quattrocchich
O wspólnej drodze do świętości i pełni miłości małżeństwa Quattrocchich dowiedzieć się można z pozostawionej korespondencji rodzinnej oraz szeregu książek autobiograficznych i duchowych napisanych przez Marię.
Po śmierci męża Maria napisała autobiograficzne wspomnienia ich wspólnego życia, Radiografia małżeństwa. W książce tej przeczytać można między innymi jedno ze świadectw chrześcijańskiego pojmowania miłości.

Miłość to pragnienie przyniesienia ulgi, pocieszenia, sprawienia przyjemności ukochanemu i nieustanna troska o zaspokojenie jego najskrytszych i niewyrażalnych pragnień. Gdy to wszystko nie przytłumi życia wewnętrznego, nadprzyrodzoności uczucia ani intensywności oddania się Bogu, ale stanie się niemal modlitwą w uwielbieniu ukochanego, który jest mężem, ojcem, przyjacielem i synem wszystko to będzie wyrażać prawdziwą miłość.

Punktem kulminacyjnym Radiografii małżeństwa jest wyznanie na temat stałego doświadczania obecności Luigiego w życiu Marii, świadczącego o realności obcowania świętych. Maria opisuje tu również swoją wiarę w ponowne pojednanie się z ukochanym w niebie:

Kiedyś odłamki skalne znowu połączą się w jeden głaz, kiedyś spotkamy się w wieczności. Złączymy się na zawsze (...). Widzę go wysoko, w niebiosach, jak żywą skałę. I wydaje mi się, że obok niego jest wolne miejsce, które na kogoś czeka. To jest miejsce, do którego muszę dojść, muszę je zdobyć także gorzkimi łzami, które zalewają serce, ale pozostają w sercu. I nie znajduję ulgi w płaczu. Płaczę i pragnę, aby skalny blok utworzył się na nowo w miłości, łasce i radości. Na wieczność. Wszystko i na zawsze.

## Beatyfikacja
Małżeństwo beatyfikował Jan Paweł II 21 października 2001, w Rzymie, celowo w dwudziestą rocznicę opublikowania adhortacji apostolskiej Familiaris consortio (1981). Cytując ten dokument, "wedle zamysłu Bożego rodzina (...) na mocy swego posłannictwa ma stawać się coraz bardziej tym, czym jest, czyli wspólnotą życia i miłości w dążeniu, które (...) znajdzie swoje ostateczne spełnienie w Królestwie Bożym", małżonkowie powołani są zaś do świętości dzięki łasce, która nie wyczerpuje się w samym sprawowaniu sakramentu, ale towarzyszy im przez całe życie". Małżeństwo Luigiego i Marii stanowi, zdaniem Jana Pawła II, doskonałe tego świadectwo. Symboliczne znaczenie ma również fakt, iż beatyfikacja Quattrocchich miała miejsce w pierwszym roku nowego stulecia, bowiem wyniesienie na ołtarze pary małżeńskiej stało się – zdaniem wielu – przełomem w duchowości chrześcijańskiej.

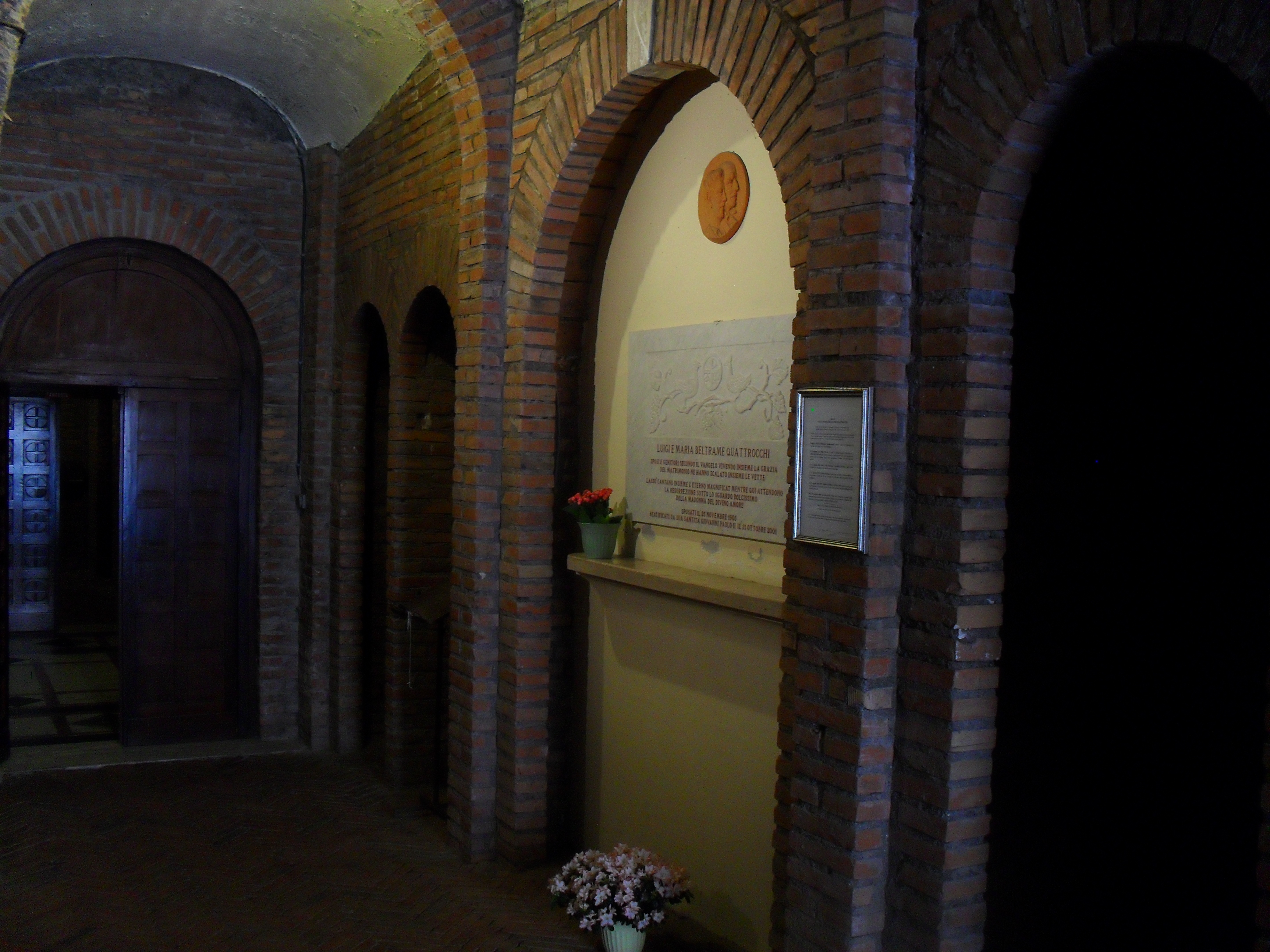
Grób błogosławionych Marii i Luigiego w krypcie Sanktuarium Madonny Boskiej Miłości niedaleko Rzymu.

Z powodu ulewy przeniesiono uroczystość z placu św. Piotra do bazyliki. Podczas beatyfikacji obecna była trójka dzieci przyszłych błogosławionych. W homilii wygłoszonej podczas mszy beatyfikacyjnej papież stwierdził, iż Luigi i Maria przeżywali „zwyczajne życie w sposób nadzwyczajny”. W ich wspólnym życiu codziennym rozwinęła się niezwykła głębia ducha i wierność Ewangelii. Życie małżeńskie i rodzinne, wraz z obowiązkami rodzicielskimi i domowymi, stało się dla nich równocześnie sposobem wzajemnego uświęcenia i dojścia do heroicznych cnót. W przeciwieństwie do świętych indywidualnych, których pamięć czczona jest w rocznicę ich śmierci czyli tzw. „narodzin dla nieba”, małżonkowie liturgicznie czczeni są 25 listopada, na pamiątkę dnia, w którym zawarli sakramentalny związek małżeński. W tym dniu małżeństwo stało się dla nich drogą do świętości, przebywaną nie w pojedynkę, ale we dwoje. Zwraca się także uwagę na ich talent pedagogiczny, który zaowocował głęboką edukacją chrześcijańską czwórki ich dzieci. Papież obwieścił z tej okazji, iż małżonkowie Quattrocchi podczas swojej ziemskiej misji przekazywali płomień wiary swoim dzieciom i przyjaciołom, stając się świadkami słów Chrystusa: „Czy jednak Syn Człowieczy znajdzie wiarę na ziemi, gdy przyjdzie?” [Łk 18, 8], zaś teraz, dzięki beatyfikacji, przekazywać go będą całemu Kościołowi.
Luigi i Maria Beltrame Quattrocchi byli pierwszą w historii Kościoła parą małżeńską wspólnie wyniesioną na ołtarze, stanowiąc jednocześnie realizację ideałów Soboru Watykańskiego II mówiącego o powołaniu do świętości wszystkich wiernych, w tym rodzin i małżeństw, które osiągają ten cel propriam viam sequentes („idąc własną drogą”). Jak ogłosił Jan Paweł II, rozdzieleni przez śmierć, obecnie są jednością z Chrystusem w Niebie. Małżonkowie są patronami małżeństw i rodzin chrześcijańskich.
Ich grób znajduje się w Rzymie w krypcie sanktuarium Matki Bożej Miłości (Santuario della Madonna del Divino Amore) przy Via Ardeatina 1221.

## Źródła internetowe
- Litania do błogosławionych Luigiego i Marii Beltrame Quattrocchich
- Wspomnienie bł. Marii po śmierci męża, bł. Alojzego
- Tekst homilii Jana Pawła II wygłoszonej podczas Mszy beatyfikacyjnej Marii i Alozjego Quattrocchich, 21.10.2001
- Artykuł o Luigim i Marii Beltrame Quattrocchich na Stronie Duszpasterstwa Rodzin Archidiecezji Gnieźnieńskiej. duszpasterstworodzin.gniezno.opoka.org.pl. [zarchiwizowane z tego adresu (2013-07-08)].
- "Alojzy i Maria Beltrame – uświęcone małżeństwo". lesniow.pl. [zarchiwizowane z tego adresu (2010-02-19)].